# Cueca
La cueca és un ball llatinoamericà en què les parelles, formades per un home (denominat guaso o huaso) i una dona (denominada china), ballen soltes, sense tocar-se. Els ballarins tracen figures circulars amb voltes i mitges voltes mentre produeixen moviments de vaivé amb un peu enlaire i l'altre a terra. El vestuari dels huasos es compon d'un mocador, que duen a la mà dreta, i de jaqueta, pantalons, polaines, sabates o botins, esperons, cinturó o faixa, chamanto (mantó de llana de molts colors que utilitzen els camperols) i chupalla (barret de palla). Les chinas duen un mocador blanc a la mà dreta, un vestit de tela florejada amb colors vius i fins a mitja cama, sabates negres i el cabell recollit amb cintes de colors.
La cueca es balla des de Colòmbia, el Perú i Bolívia fins a l'Argentina i Xile, però amb variants diferents, tant en el ritme com en la coreografia, segons les regions i les èpoques. Segons Samuel Salas, Pedro Salas i Pedro Pauletto (1938) «l'únic que les diferencia és el color local que van adquirint en llocs diferents i el nombre de compassos, que varia d'unes a altres».
La tonalitat «més comuna» de la cueca és la tonalitat menor. No obstant això, aquests autors afegeixen que «se’n troben algunes en tonalitat major» i que «pel que fa a la mesura, s'empren el 3/4 o el 6/8». El 3/4 correspon a un compàs ternari en què cada temps equival a una negra, mentre que el 6/8 és un compàs binari dividit en tres pulsacions en què cada una equival a una corxera. Cadascuna de les parts en què es divideix una cueca es coneix amb el nom de pie. La cueca va establir-se oficialment com la dansa nacional de Xile el 6 de novembre de 1979.

## Història

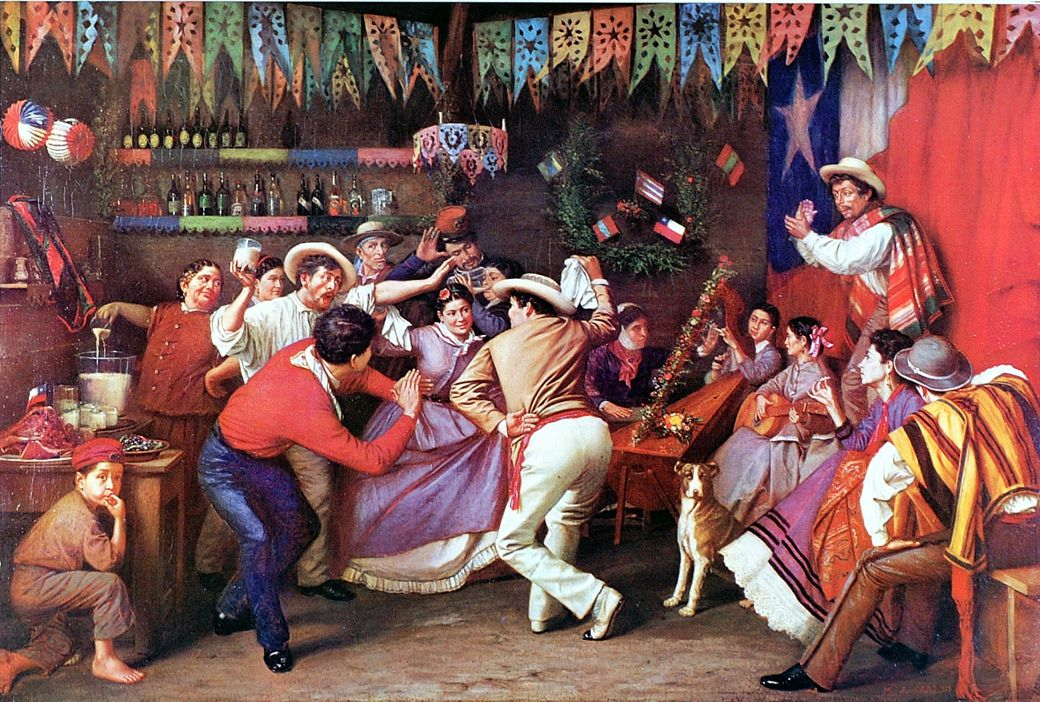
La zamacueca, de Manuel Antonio Caro (1873).

El seu origen es qüestiona. Existeixen diverses teories o corrents sobre la seva aparició i la seva evolució, dins les quals es consideren possibles influències ameríndies, espanyoles, africanes i àrabs. L'origen de la cueca podria trobar-se en la zamacueca, que provindria de balls espanyols com la jota aragonesa, amb la qual comparteix elements típics com el ball en parella; la jota andalusa, amb la qual comparteix elements com el zapateao i el fandango. A més a més, a través de la influència espanyola, podria afegir-se l'element àrab de la sambra (terme que prové de l'algaravia * zámra, que al mateix temps deriva de l'àrab clàssic zamr).
| «                           | Ballen sempre el fandango només dues persones, que mai es toquen, ni tan sols amb la mà. Però quan s'observen els desafiaments que es fan l'un amb l'altre, ja retirant-se, ja apropant-se de nou, quan s'adverteix com la dona, justament en el moment en què semblava que seria vençuda, s'escorre de sobte de l'home victoriós amb vivacitat renovada; com la persegueix ell i com el persegueix ella; aleshores quan es comprenen les seves mirades, els seus gestos i les posicions que adopten, expressen emocions variadíssimes que els inflamen per igual. | » |
| — J. Casanova, Madrid, 1767 | |   |

La paraula cueca podria derivar del concepte de «cloca» o «lloca», que fa referència als moviments d'una gallina quan cova, i potser d'aquí se’n deriva la manera de ballar: l'home expressa l'entusiasme en la seva conquista amorosa i la dona, en canvi, manté una postura més defensiva. Hi ha diferents maneres de ballar la cueca, tantes com parelles que ballin, però, generalment, la dona realitza més moviments estilístics que l'home. Es realitzen desplaçaments i arguments que presenten una pantomima amorosa i equilibrada.
 

## Lacuecaargentina
La cueca va arribar a Cuyo des del Perú i Xile com a zamacueca i, posteriorment, com a cueca chilena. A Cuyo, aquesta dansa va conservar el nom de cueca, mentre que a les províncies del nord-oest de l'Argentina i a Bolívia aquest tipus de ball es va denominar chilena. L'aparició de la cueca a Cuyo data aproximadament del 1840 i, a la província de Buenos Aires, del 1850. La cueca cuyana es caracteritza essencialment perquè es canta amb un acompanyament de guitarra (tot i que antigament també s'utilitzava l'arpa) i pot arribar a tenir una extensió de 40 a 48 compassos. També existeix la cueca norteña o, tal com l'anomenen els habitants del nord-oest argentí, simplement chilena. Aquest subgènere va arribar a la província argentina de Jujuy a través de Bolívia directament des del Perú, on es va anomenar chilena fins al 1879. Des de llavors, aquest subgènere de dansa s'ha anomenat marinera.
Algunes de les cuecas cuyanas més conegudes són:
- «Cochero 'e plaza» (Hilario Cuadros, 1902-1956).
- «La del Parral» (Hilario Cuadros, 1902-1956, i Benjamín Miranda).
- «Las dos puntas» (Osvaldo Vicente Rocha i Carlos Montbrun Ocampo, 1900-1962),[18] 1946.
- «Los sesenta granaderos» (Hilario Cuadros, 1902-1956, i Félix Pérez Cardozo, 1908-1952), suposadament del 1940.[19]
- «Póngale por las hileras» (Félix Dardo Palorma, 1918-1994), 1949.
- «Vinito patero» (Coletti i Alberto Rodríguez, 1900-1997).

Tipus de cueca argentina
- La cueca cuyana[20][21] es caracteritza per tenir menys vivacitat que la cueca chilena i per alternar els passos creuats amb els passos simples. Els homes utilitzen un taloneig lleuger i elegant anomenat escobillado[22] i les dones no despleguen la faldilla, sinó que la pincen suaument amb la punta dels dits i la fan moure amb coqueteria.
- La cuequita o cueca norteña (anomenada chilena al nord-oest argentí) s'acostuma a ballar en festes populars, tant civils com religioses. Aquest tipus de cueca, que no deixa de banda el festeig de les parelles, es caracteritza per ser una dansa alegre i festiva. Els homes persegueixen les dones ballant una coreografia amb cabrioles, girs i talonejos, fins que les parelles es troben al centre de la zona de ball.[23]
- La cueca riojana és una dansa ràpida i animada que es caracteritza per utilitzar passos saltats.

## Lacuecaboliviana
En general, es pot afirmar que és una dansa que es balla tant en esdeveniments socials com en escenaris. En el darrer cas, també canvia el vestuari segons el tipus de cueca que es representa. Així doncs, les dones es vesteixen de chola chuquisaqueña o potosina (indígenes mestisses) i utilitzen una faldilla relativament llarga i botes. Tanmateix, a Tarija les faldilles són més curtes i les chaqueñas utilitzen faldilles llargues florejades. Els homes duen pantalons, camisa, armilla i barret. La cueca a Tupiza (Sud Chichas) també és alegre i es caracteritza pel fet que les dones vesteixen una faldilla curta i un barret d'ala blanc. Els homes duen pantalons, camisa, ponxo vermell i barret d'ala blanc. La cueca també es balla durant el Carnaval d'Oruro i a la festa de Jesús del Gran Poder.
Algunes de les cuecas bolivianes més conegudes són:
- «Así es Tarija» (Huáscar Aparicio,[24] 1972-2013).
- «Como extraño a mi tierra» (Ernesto Mealla).
- «El regreso» (Matilde Casazola, 1943).
- «Huérfana Virginia» (Simeón Roncal, 1870-1953).
- «La bolivianita» (Huáscar Aparicio,[24] 1972-2013), 2004.
- «La caraqueña» (Nilo Soruco, 1927-2004), 1978.
- «La de Moto Méndez» (Nilo Soruco, 1927-2004; cantada per Tamara Castro,[25] 1972-2006), 1997.
- «La tarijeñita» (Rigoberto Rojas Suárez, 1921-2001; cantada per Los Fronterizos,[26] grup creat el 1953), 1966.
- «Morir cantando» (Hugo Monzón, 1941; cantada per Esther Marisol, 1976), 1999.
- «Rojo, amarillo y verde» (cantada per Juan Enrique Jurado, 1954), 1996.
- «Viva mi patria Bolivia» (Apolinar Camacho,[27] 1917-2002; reconeguda com el segon himne nacional), 1939.

Tipus de cueca boliviana
- La cueca chapaca o tarijeña (de Tarija) i la cueca chaqueña (de la regió de Gran Chaco) són més saltades, ràpides i seductores, i ambdues es caracteritzen per l'elegància i la gallardia.
- La cueca chuquisaqueña (de Chuquisaca) és de caràcter «valsejat». La disposició en files de les dones i dels homes, el rigor dels temps, la mirada altiva, la vestimenta de rigor i els talons alts, la faldilla prisada per sota dels genolls, la brusa brodada de volants, la mantellina de seda i el mocador blanc són alguns dels detalls que formen l'expressió més antiga i millor preservada fins a l'actualitat de les danses colonials de saló de l'antiga ciutat de La Plata, l'actual ciutat de Sucre.
- La cueca cochabambina (de Cochabamba) és de característiques més populars i senzilles.
- Les cuecas orureña (d'Oruro) i paceña (de La Paz) són similars quant a l'estructura: ambdues tenen modes menors melancòlics. Es ballen en festes, chicherías (tipus de licoreria) i esdeveniments com presteríos (festivitat religiosa boliviana), entre d'altres.
- La cueca potosina (de Potosí) combina parts tristes amb alegres i es balla d'una manera molt elegant,[28] tot i que amb vestimentes diferents de la chuquisaqueña. Per exemple, la faldilla prisada és més llarga i no s'utilitzen sabates de taló alt.

## Lacuecaxilena

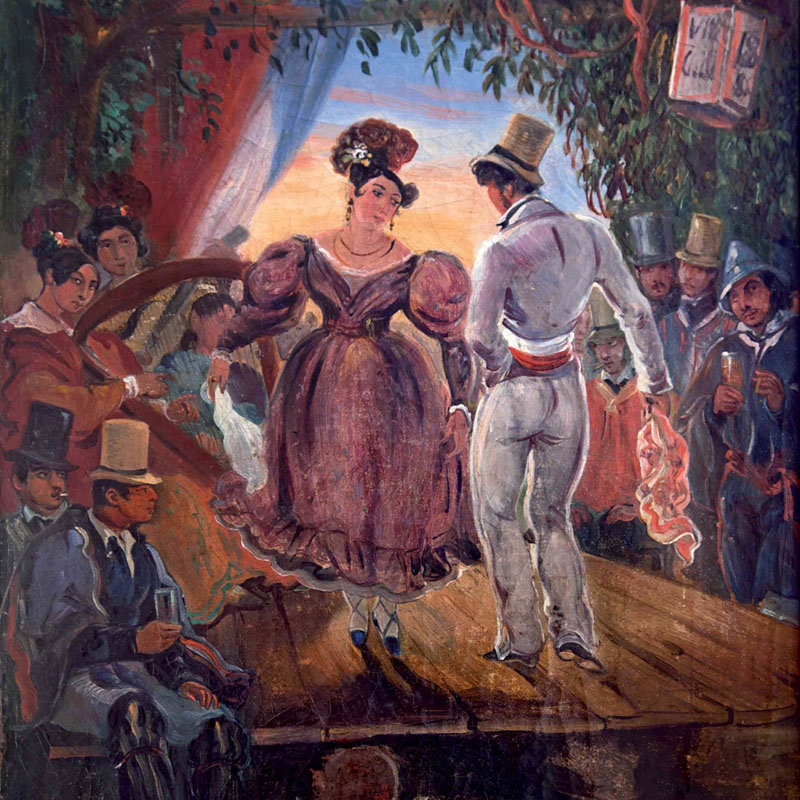
La cueca, oli de Mauricio Rugendas (1843).

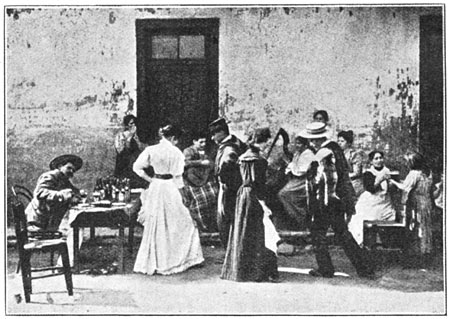
Persones ballant la cueca (1906).

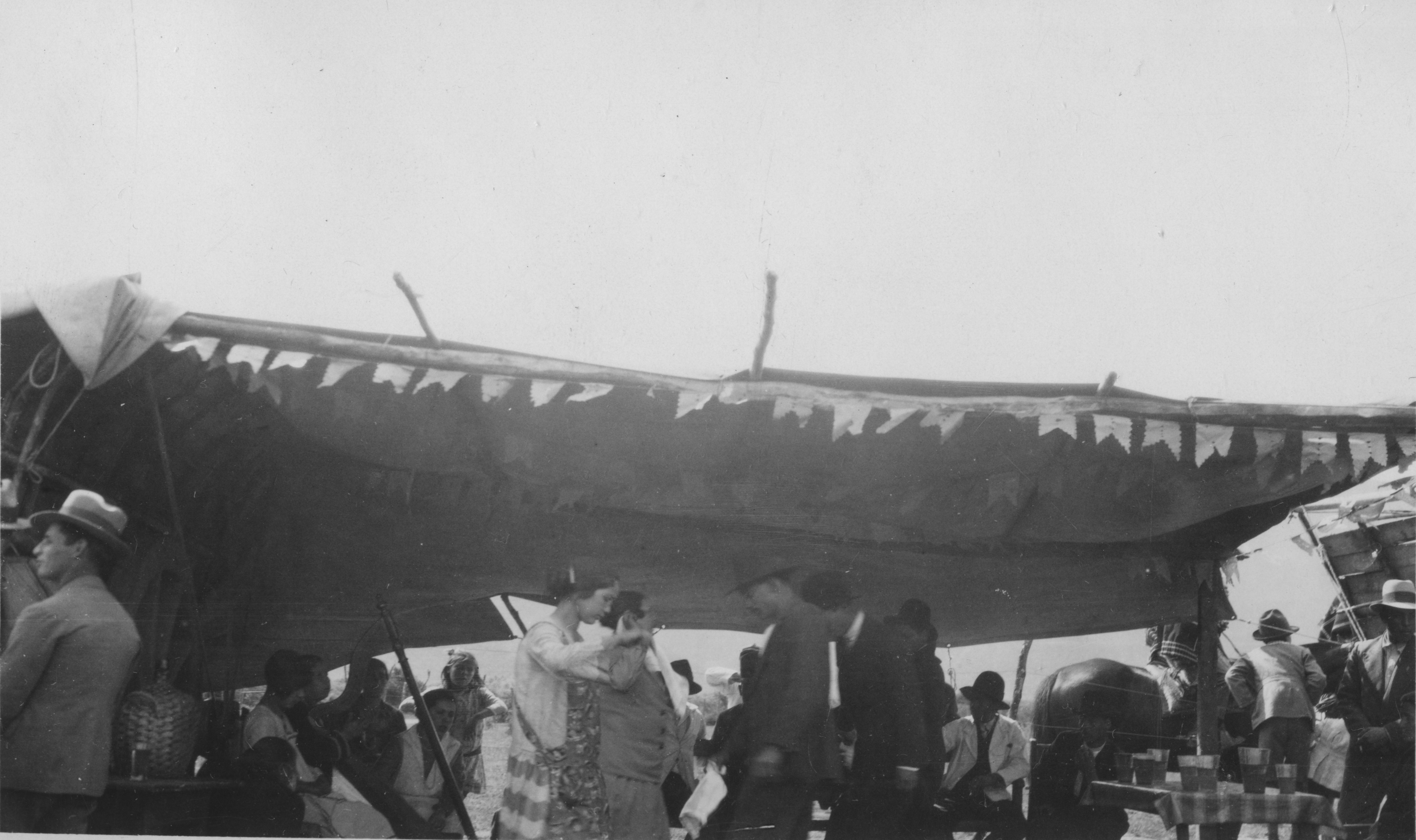
Persones ballant la cueca a mitjans del.

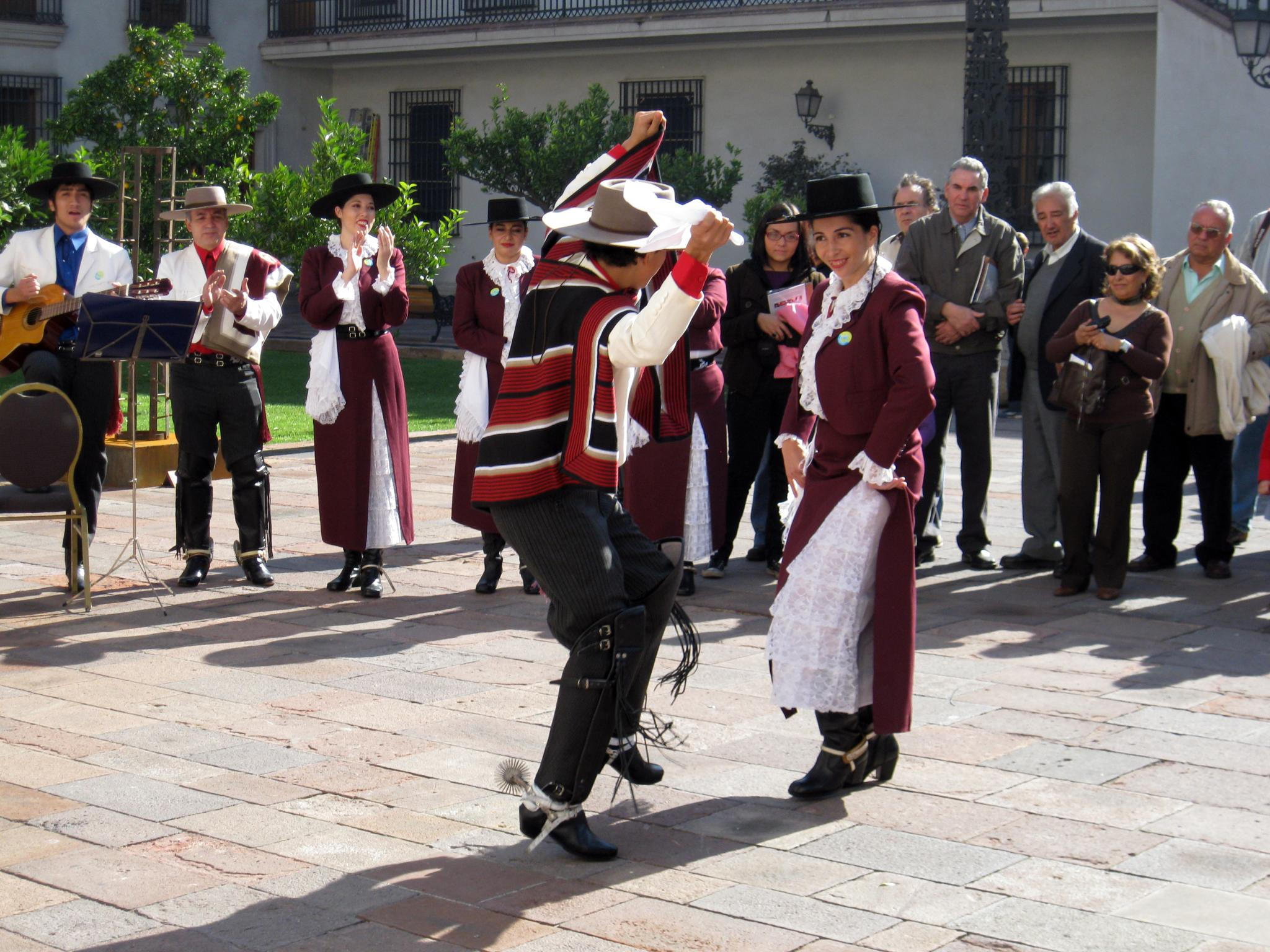
Persones ballant la cueca davant la seu del govern de Xile, coneguda com a Palacio de la Moneda.

L'origen de la cueca xilena no està totalment clar i n'existeixen diverses teories. Una d'elles assegura que el seu origen o font d'inspiració és la zamacueca, dansa que va néixer en ple virregnat del Perú. La zamacueca, contracció de zamba i clueca (que significa 'dansa de la lloca o gallina'), mantenia elements típics de balls espanyols, com la jota i el fandango, tot i les fortes influències africanes i ameríndies. Un dels elements nous que va caracteritzar la zamacueca va ser el mocador.
Segons el músic i compositor xilè José Zapiola Cortés, la zamacueca va arribar a Xile procedent del Perú entre el 1824 i el 1825. Amb el temps, el ball va adquirir característiques pròpies i, posteriorment, cap al final de la guerra contra la Confederació del Perú i Bolívia (1839), les tropes xilenes van reintroduir-lo al Perú amb el nom de chilena. No obstant això, l'any 1879, al començament de la Guerra del Pacífic, el músic i escriptor peruà Abelardo Manuel Gamarra li va canviar el nom pel de marinera.
La cueca va tenir molt d'èxit durant la segona meitat del segle xix. Aquesta dansa va arribar a l'Argentina per Cuyo, on s'anomenava cueca, mentre que a les províncies del nord-oest argentí i a Bolívia es va conèixer com a chilena. Gràcies als mariners i aventurers xilens, la cueca va arribar a mitjans del segle xix a les costes dels estats mexicans de Guerrero i Oaxaca, on també va rebre el nom de chilena, així com a Califòrnia durant el bullici de lafebre de l'or.
Tot i formar part de la història de Xile des de feia molt de temps, no va ser fins al 6 de novembre de 1979 que la cueca es va declarar dansa nacional en un decret publicat al Diari Oficial de la República de Xile. L'any 1989 es va declarar el 17 de setembre com a Dia Nacional de la Cueca.
En la versió més estesa, la que es balla a la regió central de Xile, els instruments tradicionals per tocar la cueca són l'acordió, l'arpa, la guitarra, el guitarrón xilè, el pandero (un tipus de pandereta més gran), el piano i un instrument de percussió xilè anomenat tormento. De vegades també els acompanyen la viola de mà i la bateria. Les comunitats de xilens a l'estranger acostumen a organitzar trobades i campionats d'aquesta dansa.
Algunes de les cuecas xilenes més conegudes són:
- «Adiós, Santiago querido» (Segundo Zamora,[36] 1915-1968), 1946.
- «Aló, aló» (Mario Catalán Portilla,[37] 1913-1979), 1951.
- «Chicha de Curacaví» (Petronila Orellana, 1885-1963), 1967.
- «El guatón Loyola» (Alejandro Gálvez), 1954.
- «El marinero» (Segundo Zamora,[36] 1915-1968), 1967.
- «Esa chiquilla que baila» (Rosa Vasconcelos).
- «La consentida» (Jaime Atria,[38] 1919-1984), 1961.
- «La huillincana» (Liborio Bórquez, conegut com a el Cuncuna).
- «La rosa y el clavel» (Jorge Martínez Serrano), 1962.
- «La violeta y la parra» (Jaime Atria,[38] 1919-1984), 1971.
- «Los lagos de Chile» (Petronila Orellana, 1885-1963), 1965.
- «Quítame la vida» (Segundo Zamora,[36] 1915-1968, i Jorge Novoa).

Tipus de cueca xilena
A cada regió la cueca va desenvolupar unes característiques pròpies, de manera que s'han originat diferents variants segons la ubicació geogràfica. Entre els diversos tipus de cueca trobem:
- La cueca brava o cueca chilenera: cantada en bandes de cantors, en tons de tenor primer o segon. Té unes regles i tradicions que la converteixen en exclusiva, ja que per tonalitats i domini dels instruments, calen certes qualitats tècniques.
- La cueca campesina: s'acompanya d'una guitarra afinada d'una manera característica, anomenada por transporte. És una variant lenta i menys picaresca. La dona gairebé no mira l'home fins al final del ball. Es ballen tres pies i, de vegades, s'acaba amb un vals.
- La cueca chilota: es salta molt i es pica fort amb els peus (com en un zapateao) per entrar en calor. La dona busca l'home, que en aquesta variant es mostra més indiferent. La principal diferència es troba en el fet que els passos són més curts i la veu del cantant té més importància que el so dels instruments musicals.
- La cueca chora: cantada a l'uníson en tons de baríton, en un estil musical imposat per la família Parra, que destaca al país per cultivar la música, la literatura i altres arts.
- La cueca cómica.
- La cueca criolla: és característica de la zona central de Xile. Es ballen tres pies i mostra una gran picardia.
- La cueca larga.
- La cueca nortina: pròpia del nord de Xile. El principal canvi és que no es canta, només es toca amb trompetes, tubes, bombo i caixa.
- La cueca porteña: ballada a la zona del port de Valparaíso. És d'expressió més desenfrenada que les altres.
- La cueca de salón:[39] és molt semblant a la cueca campesina, però, a l'hora de ballar-la, es caracteritza per ser una mica més elegant. Té també les seves arrels en les hisendes del segle xix, però està protagonitzada pels propietaris de la hisenda. Per aquest motiu és molt semblant a la campesina tot i que varia en la vestimenta, sobretot pel que fa a la dona, que es compon d'una faldilla llarga i recta amb un vol a la part inferior, una jaqueta curta semblant a la de l'home, una brusa amb una solapa a la part central i botes negres.

- La cueca robada.
- La cueca valseada.

Un altre tipus de cueca que va sorgir durant la dictadura de Pinochet va ser la cueca sola. A causa de la dictadura, molts homes van desaparèixer o es van exiliar, i les dones van continuar ballant la cueca, però soles, convertint la dansa en una poderosa metàfora de com les dones xilenes van afrontar la situació de repressió i de violació dels drets humans.
També és important mencionar algunes danses derivades de la cueca anomenades variants, com per exemple:
- La cardita.
- La cueca ligera.
- La ingeniera.
- La porteña (no confondre amb la cueca porteña).
- El perseguidor (variant de la cueca porteña).

## Lacuecamexicana
Als estats mexicans de Guerrero i Oaxaca hi ha un tipus de ball i música característic que s'anomena chilena. El nom és degut a les importants tradicions musicals sud-americanes que van arribar a Mèxic gràcies als immigrants de Xile i del Perú que passaven pels ports d'Acapulco (Guerrero), Puerto Ángel, Huatulco i Puerto Minizo (Oaxaca) durant l'auge de la febre de l'or de Califòrnia. Tot i que la chilena reflecteix part dels seus orígens en el mateix nom, es tracta d'un gènere que va néixer de la barreja de música portada pels mariners xilens amb les tradicions mestisses de la regió del sud de Mèxic. En altres estats de la República Mexicana i als Estats Units, la chilena va arribar a consolidar-se com si fos un gènere musical a causa de les migracions massives de diversos pobladors de les regions de la costa cap a les zones mencionades anteriorment entre el 1980 i el 1990.
Actualment, la chilena es balla, s'interpreta, es gaudeix i es cultiva amb força a Mèxic, a la regió de la Costa Chica dels estats de Guerrero i Oaxaca, però sobretot en aquest últim, on també es componen i s'interpreten chilenas en altres regions, com la de la Sierra sur o la de la Sierra de Miahuatlán, encara que compten amb estils particulars i amb dotacions instrumentals diferents. La chilena també té força presència a la Sierra Norte Zapoteca i a la Sierra Mixe, però no tanta com a les regions esmentades.
Recentment, a les regions de Mixteca Alta de Guerrero i d'Oaxaca han proliferat les bandes de vent influenciades per l'estil de les bandes sinaloenses. Això ha fet variar la instrumentació de les chilenas. Tradicionalment s'interpretaven amb instruments de corda, però aquests han quedat una mica desplaçats pels de vent. Tot i això, encara es manté el conjunt xilè original en algunes regions i, fins i tot, s'han creat moviments per intentar revitalitzar-lo.
Algunes de les cuecas mexicanes més conegudes són:
- «Acapulqueña» (José Agustín Ramírez Altamirano, 1903-1957).
- «El Bravero» (Álvaro Carrillo, 1921-1969).
- «La hierbabuena» (Álvaro Carrillo, 1921-1969).
- «El Negro Puchunco» (Macario Luviano, 1936-1998).
- «El Toro Rabón» (José Agustín Ramírez Altamirano, 1903-1957).
- «Arenita azul» (anònima).